# Aristarchos
 Denne artikel omhandler astronomen Aristarchos fra Samos. Opslagsordet har også en anden betydning, se Aristarchos fra Samothrake.
Aristarchos, 310 f.Kr. – ca. 230 f.Kr., var en græsk matematiker, filosof og astronom. Han blev født på øen Samos og var den første, der præsenterede en heliocentrisk model af solsystemet.
Aristarchos var endvidere den første, der bestemte jordens radius, samt den første, der gav et bud på afstanden til solen. Derudover sagde han, at jorden drejede om sin egen akse i en daglig bevægelse. Denne opfattelse var ikke velset i resten af verden, der troede mere på Aristoteles´ geocentriske verdensopfattelse.
Aristarchos´ tanker blev først genoptaget i renæssancen af Kopernikus. Månekrateret Aristarchus er opkaldt efter ham.